# Клевцов, Валентин Николаевич
Валентин Николаевич Клевцов (12.01.1923, село Бондари, Тамбовский уезд, Тамбовская губерния, РСФСР, СССР — 11.03.1992, Ревда, Свердловская область, Россия) — участник Великой Отечественной войны — командир расчёта 120-мм миномёта 44-го гвардейского стрелкового полка (15-я гвардейская Харьковская ордена Ленина Краснознамённая ордена Суворова стрелковая дивизия, 34-й гвардейский Дрезденский стрелковый корпус, 5-я гвардейская армия, 1-й Украинский фронт), гвардии сержант, кавалер ордена Славы трёх степеней.

## Биография
Родился 12 января 1923 года в селе Бондари (ныне Бондарский район Тамбовской области) в семье крестьянина.
Окончил 5 классов и работал на заводе в Сталинграде (ныне Волгоград).
Призван в 1942 году. В действующей армии — с октября 1942 года, весь боевой путь прошёл в составе 44-й гвардейского стрелкового полка 15-я гв. сд.
25 августа 1944 года в бою в районе населённого пункта Турне (16 км юго-западнее города Сташув, Польша) ефрейтор В. Н. Клевцов метким огнём из 120-мм миномёта подавил 3 вражеских пулемёта и уничтожил около 15 солдат противника. Приказом по 15-й гвардейской стрелковой дивизии от 6 сентября 1944 года Клевцов Валентин Николаевич награждён орденом Славы 3-й степени.
12 января 1945 года при прорыве долговременной обороны противника на сандомирском плацдарме юго-восточнее города Буско-Здруй (Польша), действуя расчётом в боевых порядках стрелковых подразделений, миномётный расчёт В. Н. Клевцова поразил 3 огневые точки, уничтожил около взвода вражеских солдат. Приказом по войскам 5-й гвардейской армии от 27 апреля 1945 года Клевцов Валентин Николаевич награждён орденом Славы 2-й степени.
16 апреля 1945 года в районе немецкого города Мускау миномётный расчёт под командованием В. Н. Клевцова уничтожил вражеские миномётную батарею, 2 пулемёта и свыше 15 солдат противника.
19 апреля в районе населённого пункта Мюлльрозе (11 км юго-восточнее города Шпремберг, Германия) при отражении вражеской контратаки он же уничтожил несколько огневых точек и много солдат противника.
Указом Президиума Верховного Совета СССР от 15 мая 1946 года за образцовое выполнение боевых заданий командования на фронте борьбы с немецкими захватчиками и проявленные при этом доблесть и мужество гвардии сержант Клевцов Валентин Николаевич награждён орденом Славы 1-й степени, который ему был вручён только в 1975 году.
После демобилизации в марте 1947 года жил в городе Ревда Свердловской области, работал волочильщиком в сталепроволочном цехе на метизно-металлургическом заводе.
Скончался 11 марта 1992 года. Похоронен на городском кладбище Ревды.

## Награды
- орден Отечественной войны I степени (11.03.1985)[3]
- Орден Славы I степени (15.05.1946)[2]
- Орден Славы II степени (27.04.1945)
- Орден Славы III степени (06.09.1944)
- Медаль «За оборону Сталинграда»
- Медаль «За боевые заслуги»
- Медаль «За освобождение Праги»
- Медаль «В ознаменование 100-летия со дня рождения Владимира Ильича Ленина» (6 апреля 1970)
- Медаль «За победу над Германией в Великой Отечественной войне 1941—1945 гг.» (9 мая 1945[4])
- Юбилейная медаль «Двадцать лет Победы в Великой Отечественной войне 1941—1945 гг.» (7 мая 1965[5])
- Юбилейная медаль «Тридцать лет Победы в Великой Отечественной войне 1941—1945 гг.»[6]
- Медаль «Сорок лет Победы в Великой Отечественной войне 1941-1945 гг.»[7]
- Медаль «Ветеран Вооружённых Сил СССР»
- Медаль «30 лет Советской Армии и Флота»[8]
- Юбилейная медаль «40 лет Вооружённых Сил СССР»[9]
- Юбилейная медаль «50 лет Вооружённых Сил СССР» (26 декабря 1967[10])
- Юбилейная медаль «60 лет Вооружённых Сил СССР» (28 января 1978[11])
- Юбилейная медаль «70 лет Вооружённых Сил СССР» (28 января 1988[12])
- Знак «Гвардия»
- Знак МО СССР «25 лет Победы в Великой Отечественной войне» (24 апреля 1970[1])

## Память
- Мемориальная доска установлена на доме № 7 по ул. М. Горького, где жил Валентин Николаевич[13].
- На могиле установлен надгробный памятник.